# IN THE WAKE OF VAMPIRE
『IN THE WAKE OF VAMPIRE』(インザウエイクオブバンパイア)は、1992年10月23日にゲームギア用ソフトとしてシムスから発売されたアクションゲームである。海外でのタイトルは「Master of Darkness」もしくは「Vampire: Master of Darkness 」。また、海外ではセガ・マスターシステムでも発売されている。
2012年にはニンテンドー3DSのバーチャルコンソール向けにも配信された。

## 内容
本作は19世紀のロンドンを舞台に『吸血鬼ドラキュラ』を題材とした2Dアクションゲームであり、主人公のフェルディナンド・ソーシャル博士を操作しモンスターやトラップが待ち構えるステージを進めていく。1ボタンで通常武器による攻撃、2ボタンでジャンプ、方向キーの上を押しながら1ボタンで特殊武器による攻撃を行う。ステージ中の階段は方向キーの上下で昇降できる。ステージに点在する仮面を破壊する事でアイテムが出現する他、特定の壁を破壊する事でもアイテムが手に入る。
ゲームは全5ラウンドで、1つのラウンドは3つのステージで構成される。ただしラウンド5のみステージが1つのため、全13ステージとなる。なお、各ラウンドの最後にはボス敵が控えている。

残機、ライフ併用制で、ソーシャル博士のヒットポイントが0になる、ステージ中の穴に落ちる、制限時間が0になると1ミスとなり、残機がすべてなくなるとゲームオーバー。ドラキュラを題材とした世界観、ステージ中のオブジェクトや壁を破壊する事で出現するアイテム、方向キーの上と攻撃ボタンを組み合わせる事で発動する特殊武器など、コナミの『悪魔城ドラキュラ』と雰囲気がよく似ている。

## ストーリー
19世紀のロンドンでは、満月の夜になると体中の血液がすべて抜き取られるという殺人事件が発生、人々はその犯人を「吸血鬼」と呼んで恐れていた。
若き心理学者であり超常現象の研究家でもあるフェルディナンド・ソーシャル博士は、この事件に人知を超えた何かが関係していると考え調査を開始、そして満月の夜、博士のウィジャ盤に犯人がドラキュラであることを示唆するメッセージが現れる。博士はメッセージに従いテムズ川を訪れる。幽霊やならず者たちに追われながらも、博士は蝋人形館へ行き、ポルターガイストの襲撃に遭う。
その後、博士は大聖堂でスケルトンや闇信徒たちを退け、森の中の城にある謎の研究室を調査する。
そして、博士はついにドラキュラと対決する。

## アイテム
通常武器
- ナイフ - 初期装備。攻撃力が低く、リーチも短い。
- ステッキ - 攻撃力、リーチ共に中くらいの武器。
- サーベル - 攻撃力はやや低いが、リーチが長い武器。
- 斧 - リーチは短いが、攻撃力が高い武器。

特殊武器
特殊武器を取ると武器ごとに決められた残数が表示される。同じ特殊武器を続けて取ると残数が増えるが、別の特殊武器を取ると残数はリセットさせ、武器が切り替わる。
- ピストル - 弾を発射し遠距離攻撃をする事が出来る。攻撃力は低い。1回取るごとに16発増える。
- ブーメラン - ブーメランを投げる。戻ってくる際にも攻撃判定がある。1回取るごとに16発増える。
- ダイナマイト - 上方に放物線を描くように爆弾を投げる。爆風にも攻撃判定が残る。1回取るごとに8発増える。
- 杭 - 杭を投げて遠距離攻撃を行う。攻撃力が高く、敵や地形を貫通する。1回取るごとに8発増える。

その他アイテム
- 回復薬 - ヒットポイントを16(最大ヒットポイントの半分)回復する。
- 宝石 - スコアが増える。4種類存在する。
- ダイヤモンド - 画面上の敵を全滅させる。
- 人形 - 1UPする。